# Houve uma Vez Dois Verões
Houve Uma Vez Dois Verões é um filme brasileiro de 2002, primeiro longa-metragem do cineasta gaúcho Jorge Furtado.

## Sinopse
Chico, adolescente em férias na "maior e pior praia do mundo", encontra Roza num fliperama e se apaixona. Transam na primeira noite, mas ela some. Ao lado de seu amigo Juca, Chico procura Roza pela praia, em vão. Só mais tarde, já de volta a Porto Alegre e às aulas de química orgânica, é que ele vai reencontrá-la. Chico quer conversar sobre "aquela noite", mas Roza conta que está grávida. Até o próximo verão, ela ainda vai entrar e sair muitas vezes da vida dele.

## Elenco
- André Arteche.... Chico
- Ana Maria Mainieri.... Roza
- Pedro Furtado.... Juca
- Júlia Barth.... Carmem
- Victória Mazzini.... Violeta
- Marcelo Aquino.... Inácio
- Janaína Kremer Motta.... mulher de Inácio
- Yuri Ferreira.... irmão de Roza
- Álvaro Rosa Costa.... taxista
- Graciana Harkovtzeff Acauan... Menina Faixa rosa na cabeça

## Premiações
Grande Prêmio Cinema Brasil
- Venceu na categoria de melhor roteiro original.[1]
- Indicado nas categorias de melhor filme[2] e melhor figurino

Cine Ceará - Festival Nacional de Cinema e Video
- Venceu nas categorias de melhor diretor, melhor edição e melhor roteiro.